# Stellarticulina
Stellarticulina es un género de foraminífero bentónico de la subfamilia Nodophthalmidiinae, de la familia Nubeculariidae, de la superfamilia Cornuspiroidea, del suborden Miliolina y del orden Miliolida. Su especie tipo es Lingulina mutabilis. Su rango cronoestratigráfico abarca el Tortoniense (Mioceno superior).

## Discusión
Clasificaciones más recientes incluyen Stellarticulina en la superfamilia Nubecularioidea.

## Clasificación
Stellarticulina incluye a la siguiente especie:
- Stellarticulina mutabilis